# Deron Washington
Deron Washington (New Orleans, Luisiana, 12 de diciembre de 1985) es un jugador de baloncesto estadounidense. Con 2,00 metros de altura juega en la posición de alero. Actualmente juega en el Mitteldeutscher BC de la BBL alemana.

## Trayectoria deportiva

### Universidad
Jugó durante cuatro temporadas con los Hokies del Instituto Politécnico y Universidad Estatal de Virginia, en las que promedió 11,0 puntos y 5,4 rebotes por partido. Fue titular en 125 de los 128 partidos que jugó con los Hokies, jugando su partido más completo ante la Universidad de Virginia, en el que consiguió 22 puntos, 10 rebotes, 3 asistencias y  2 tapones.

### Profesional
Fue elegido en la quincuagésimo novena posición del Draft de la NBA de 2008 por Detroit Pistons, pero se quedó sin hueco en el equipo. Decidió entonces aceptar la oferta del Hapoel Holon de la liga israelí, donde promedió 14,8 puntos y 7,0 rebotes por partido.
Al término de la temporada regresa a Estados Unidos, disputando las ligas de verano con los Pistons y consiguiendo un contrato parcialmente garantizado por dos temporadas. Pero, tras disputar la pretemporada con el equipo, en octubre de 2009 los Pistons optan por dar confianza al veterano Chucky Atkins en detrimento de Washington, siendo despedido.
El 5 de noviembre de 2009 es elegido en la tercera posición del draft de la D-League por Los Angeles D-Fenders, siendo enviado en diciembre del mismo año a los Tulsa 66ers a cambio del alero Keith Clark En Tulsa disputó un total de 41 partidos finalizando la temporada con unas medias de 12,4 puntos, 4,7 rebotes y 1.8 asistencias por choque.
En agosto de 2010 se confirma la vuelta del jugador al Viejo Continente tras fichar por el Obradoiro CAB de la liga LEB española donde al tener condición de asimilado por estar casado con una mujer de nacionalidad alemana no ocuparía plaza de extranjero.
En septiembre de 2012 ficha por el Barak Netanya israelí para completar el cupo de extranjeros del equipo.
Más tarde, Deron comenzaría un largo periplo en Italia, donde defendió las camisetas de Cremona, Torino y Venezia antes de firmar por Trieste, equipo con el que promedió 9,8 puntos y 4,3 rebotes en la temporada 2019-20.
El 22 de febrero de 2021, firma por el Mitteldeutscher BC de la BBL alemana.

## Palmarés

### Campeonatos nacionales
- 2010-11. Ascenso a la liga ACB con el Obradoiro CAB.
- 2010-11. Campeón de la Copa Príncipe con el Obradoiro CAB.
- 2010-11. Campeón de la Copa Galicia con el Obradoiro CAB.